# Амалафрида
Амалафрида (лат. Amalafrida, Amalafrigda; умрла после 523.) била остроготска принцеза из династије Амала, сестра краља Теодорика Великог и мајка Амаласвинтиног савладара Теодада. Други брак је склопила са краљем Вандала и Алана Трасамундом, али је доцније умрла у тамници, можда по наређењу вандалског краља Хилдериха.
Слично свом брату Теодорику, изгледа да је и Амалафрида провела одређено време на источноримском (византијском) двору у Константинопољу као талац. Наиме, Јован из Антиохије спомиње неименовану Теодорикову сестру која је једно време била у пратњи царице Аријадне, супруге цара Зенона. Када је 487. године Теодорик кренуо директно на Цариград, Зенон је остроготском краљу послао његову сестру да га одговори од наума.
Још док су Остроготи боравили на Балкану Амалафрида је удата за једног од својих саплеменика чије нам име није остало забележено. Из тог брака је имала двоје деце, сина Теодада и ћерку Амалабергу коју је Теодорик између 507. и 511. удао за краља Тиринга, Херминифреда.
Како је Теодорик 493. након победе над Одоакаром постао краљ Италије, почео је да води династичку политику која је требало да повеже Амале са свим релевантним владарима послеримског Запада. Око 500. године, недуго пошто је остала удовица, Амалафрида је упућена у Картагину да се уда за краља Вандала и Алана Трасамунда. Краљичин долазак у вандалску престоницу био је пропраћен искрцавањем гарде од пет хиљада наоружаних робова и почасне пратње од хиљаду готских племића. Као мираз за своју сестру, Теодорик је Вандалима препустио стратешки важну сицилијанску луку Лилибејум.
Када је Трасамунд умро 523. наследио га је романофилски расположени брат од стрица Хилдерих. Он је вратио раније привилегије православним Романима, дозволио им да изаберу новог епископа Картагине, чак је и одбацио аријанство и лично прешао у православље. Амалафрида, која је сада по други пут остала удовица, побунила се против такве политике пошто су Остоготи, попут Визигота и Вандала, такође били следбеници аријанског учења. Хилдерих је одговорио на овај изазов тако што је погубио краљичину готску пратњу. Краљица је након тога побегла из Картагине и склонила се међу пустињска племена Бербера, али је на крају ухваћена код града Капсе, некох 370 km југозападно од престонице. Хилдерих ју је бацио у тамницу где је Амалафрида и умрла негде између 523. и 526. године. По Касиодору Сенатору у Италији се причало да је у тамници живот окончала насилним путем. Због тога је Теодорик Велики почео да опрема ратну флоту како би казнио вандалског краља, али је током тих припрема и сам умро.